# Solage
Solage (n. após 1350, f. antes de 1403) foi um compositor francês, autor de peças incluídas no Codex de Chantilly.

## Áudio
Fumeux fume par fumeeⓘ

## Gravações
- 2004 – Zodiac. Ars Nova and Ars Subtilior in the Low Countries and Europe Capilla Flamenca. Eufoda 1360.